# Jacques-François de Chambray
Pour les articles homonymes, voir Chambray (homonymie).
Jacques-François de Chambray, né le 15 mars 1687 à Évreux et mort 8 avril 1756 à Malte, est un chevalier de Malte français, commandeur, vice-amiral, lieutenant général et gouverneur de l'île de Gozo.

## Biographie
Fils du baron Nicolas de Chambray et d'Anne Ledoux de Melleville, il arrive à Malte le 28 octobre 1700, il est reçu de minorité dans l'ordre de Saint-Jean de Jérusalem le 27 mars 1701 et en juin 1701, il est page du grand maître. À sa majorité, il fait ses caravanes réglementaires et prononce ses vœux en 1710.
Il est commandeur des commanderies de Sainte-Vaubourg  dans le grand prieuré de France, de Virecourt et de Metz dans le grand prieuré de Champagne.
En 1723, comme capitaine du Saint-Vincent, un 52 canons, il se rend maître de la Patrone de Tripoli qu'il ramène avec son équipage à Malte. Il est lieutenant général et vice-amiral de la flotte hospitalière. Il a combattu dans cette fonction avec un certain succès face aux Ottomans et durant la bataille au large de Damiette.
Il est ambassadeur de l'Ordre lors de ses voyages auprès de la cour royale à Lisbonne ou auprès du vice-roi de Naples. Il est en mer jusqu'en 1735 où il fait sa cinquante-cinquième et dernière campagne, ensuite il reste à terre à Malte.
De 1749 à 1750, il est nommé gouverneur de l'île de Gozo par le grand maître Manoel Pinto da Fonseca. Il reprend à son compte un projet de construction d'un fort pour mettre en défense la baie de Mġarr. Il en a financé la construction sur ses propres deniers, versant 40 000 deniers. Il avait demandé par faveur spéciale que le produit de ses effets mobiliers qui se montait à 100 000 livres fut affecté à terminer le fort. Il est terminé en 1758 après sa mort en 1756. Le fort porte son nom, le fort Chambray.
Pour services rendus par son oncle, le neveu de Jacques-François de Chambray, Louis-François de Chambray, sera reçu dans l'Ordre en 1755.
Ses armes figurent sur son épitaphe à la cathédrale Saint-Jean. Elles sont « d'argent à trois besants de gueules, semé de mouchetures d’hermines de sable ».

## Sources
- Jean-Jacques Bourassé et Jacques-Paul Migne, Dictionnaire d'épigraphie chrétienne, vol. I, Montrouge, Éditions Jacques-Paul Migne, 1852
- Dagues de Clairfontaine, Mémoires pour servir à l'histoire de ce siècle, t. II, Paris, Jean-François Bastien, 1778
- Roger Marchal (dir.), « L'écrivain et ses institutions », ADIREL, vol. XIX,‎ 2006
- André Plaisse, Le Rouge de Malte ou les curieux "Mémoires" du bailli de Chambray, Rennes, Éditions Ouest-France Université, coll. « Mémoire d'homme : l'histoire », 1991, 285 p.